# Honungspalm
Honungspalm (Jubaea chilensis) är en enhjärtbladig växtart som först beskrevs av Juan Ignacio Molina, och fick sitt nu gällande namn av Henri Ernest Baillon. Jubaea chilensis är ensam i släktet Jubaea som ingår i familjen palmer. Inga underarter finns listade i Catalogue of Life.
Artens ursprungliga utbredningsområde är torra landskap i Chile vid västra foten av Anderna mellan 32° och 35° sydlig bredd. När Charles Darwin besökte Chile så beskrev han honungspalmen som ett "mycket fult träd". Palmen introducerades i flera regioner på hela världen med Medelhavsklimat. Palmen är känslig för temperaturer lägre än -9 C°.
Full utvecklade honungspalmer har en stam som är 10 till 15 meter hög med en diameter upp till en meter. Den är vanligen något bredare vid marken och ibland även på halva höjden. På toppen växer 40 till 50 fjäderlika blad som är mellan 2 och 4 meter långa. De bildar en 6 till 8 meter bred krona. Blomställningen når en längd av 1,0 till 1,5 meter med många violetta blommor av han- och honkön. Honungspalmen har frukter med en diameter av cirka 4 cm och en orange färg när de är mogna. De innehåller ett frö. Blomningen sker under tidiga sommaren (november, december på södra jordklotet) och frukterna är cirka en månad senare mogna. Fröet behöver ungefär 6 månader för sin groning. Enskilda exemplar kan bli 30 meter höga och livslängden går upp till 100 år.
När stammen såras kommer en söt vätska fram som används som sötningsmedel samt för vinframställning. De mogna frukterna och fröet är ätliga.
De vilda palmerna i Chile minskade i beståndet. För cirka 500 år sedan fanns uppskattningsvis 5 miljoner exemplar. Under början av 2000-talet fanns bara omkring 12000 vilda honungspalmer kvar.

## Bildgalleri

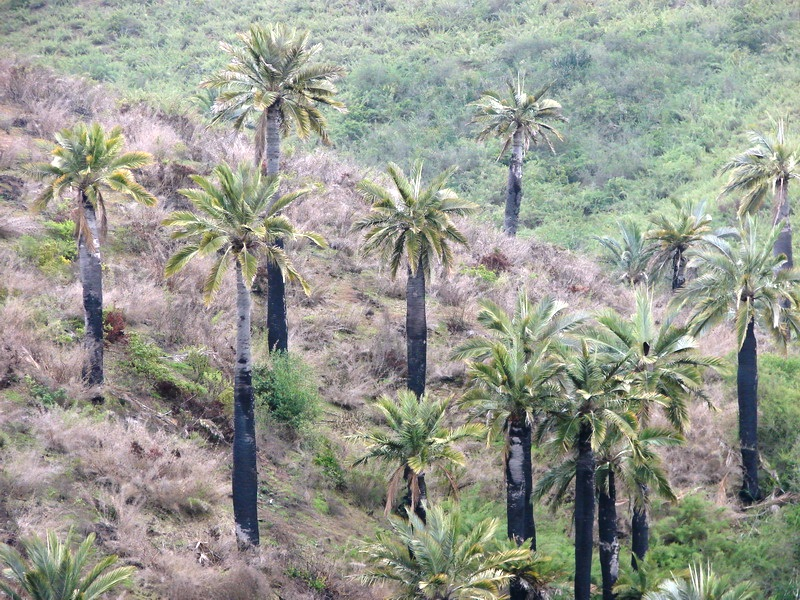
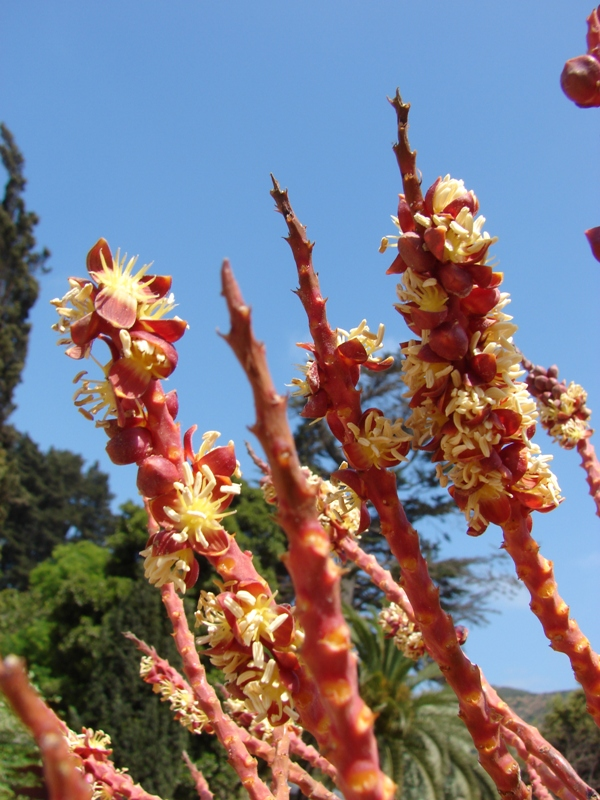
Blomställning
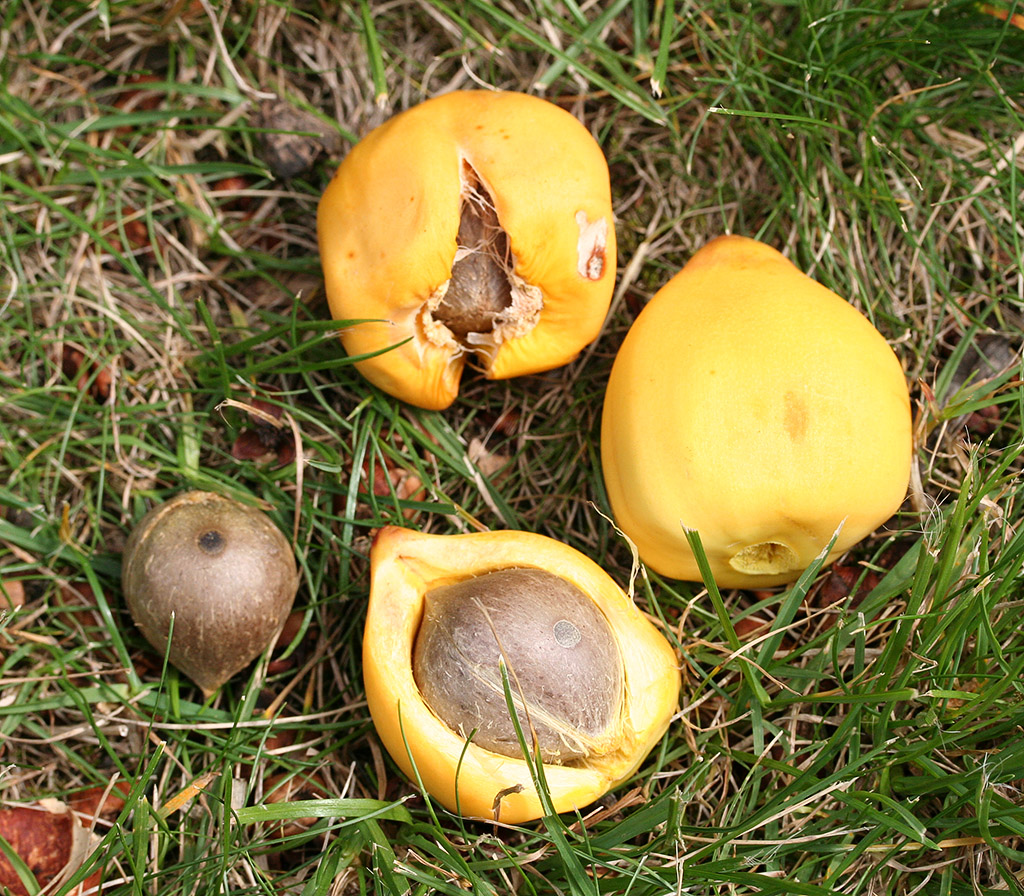
Frukter och frön
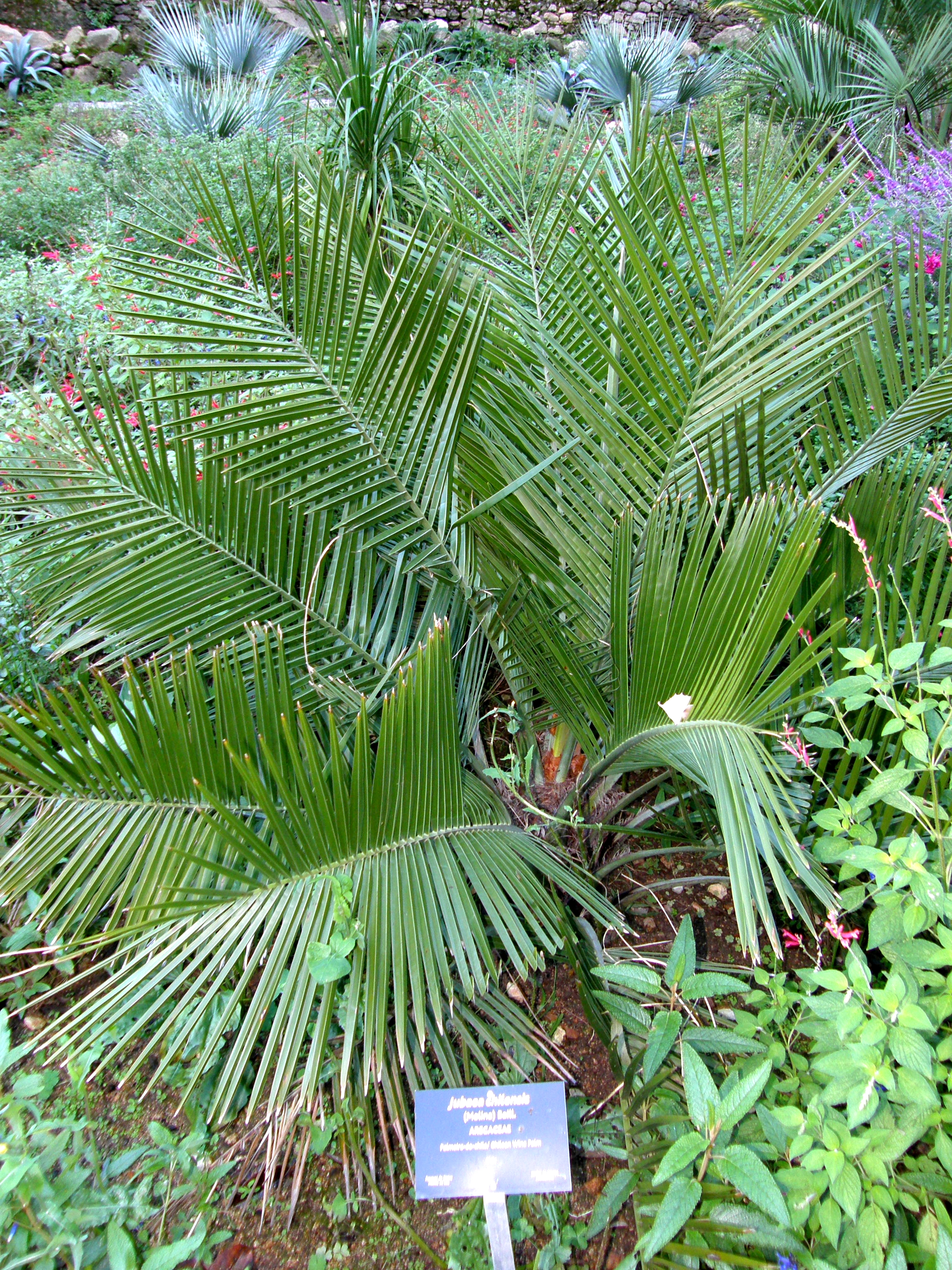